# 丑闾
丑闾（？—1352年），字时中，蒙古人，元朝末年政治人物。
丑闾在元统元年（1333年）中进士第。官至京畿漕运副使，出知安陆府。至正十二年（1352年），蕲州曾法兴攻打安陆，当时丑闾募兵得数百人，率领抗拒。击败其前队，乘胜追击。敌军从其他的门攻入，他还兵，城中火起，军民大乱、回衙后穿着朝服，出坐公堂。敌军以刀刃威胁，让他下拜，丑闾不屈怒骂。第二天，又逼他，丑闾骂道：“吾守土臣，宁从汝贼乎！”敌军以刀斫断丑闾左胁，将他杀死。用布囊装起来他的尸体，送回家中。丑闾妻侯氏出见大哭，晚上自缢而亡。元顺帝赠丑闾为河南行省参知政事，赠侯氏宁夏郡夫人。立表其门双节。